# Výměnek
Výměnek (lat. reservatum rusticum) je smlouva, jež náleží k tradičním občanskoprávním typům smluv. Jedná se o převedení nemovitého majetku současně se zřízením služebností nebo reálných břemen ve prospěch převodce.   

## Etymologie
Substantivum výměnek, vejminek (a další tvary) pochází od slovesa vymínit si (právo dožití na určitém místě s rentou a službami).
Od slova výměnek (vejminek) jsou pak odvozeny výrazy výměnkář(ka), (vejminkář(ka)) jako označení pro někdejšího hospodáře statku (a jeho ženu).

## Historie
Poněkud zast. ob. výminek, vejměnek, vejminek, vejmínek, vejminěk, nářečně také vejmenek, výměna, výměnka, výminka či výměnice, byl venkovský zvykový právní útvar, prostřednictvím něhož se na statek nově nastupující hospodář zavazoval k tomu, že někdejšímu hospodáři, který mu statek předával do užívání a odcházel na odpočinek (tzv. na vejminek, tj. do obydlí většinou v rámci statku nebo v jeho těsném sousedství za tím účelem postaveného), bude doživotně zaručovat ubytování a určité množství nejčastěji naturálních dávek (výjimečně dávek finančních nebo služeb). Odstupujícím hospodářem býval zpravidla otec, který statek předával do užívání svému synu a sám odcházel na vejminek.
V českých zemích byl výměnek jako institut zrušen roku 1948 uzákoněním národního pojištění, jímž byl (vynuceně) nahrazen. Výměnek je též označení pro obydlí výměnkáře (výměnkářů).

## Současnost
Znovu jej zavedl s účinností od 1. ledna 2014 nový občanský zákoník, který úpravu výměnku obsahuje v ustanoveních § 2707 až 2715. Smlouvou o výměnku si vlastník nemovité věci vymiňuje v souvislosti s jejím převodem pro sebe nebo třetí osobu požitky, úkony nebo práva sloužící k opatření na dobu života nebo na dobu určitou, a nabyvatel nemovité věci se zavazuje toto zaopatření poskytnout.
Výměnek obvykle zahrnuje různá dílčí plnění, typicky zajištění bydlení (služebnost bytu), naturální dávky (reálná břemena) a případné různé služby, úkony např. pomoc s úklidem, nákupy, dřevem, dělení o výpěstky na zahradě, zajištění teplé stravy, ale i stálá asistence, ošetřovatelská péče, pravidelné odvozy apod., anebo ve formě nějaké peněžní dávky (důchod). Co vše přesně obsahuje je předmětem smlouvy. Výměnek pamatuje i na pomoc při nemoci, úrazu nebo podobné nouzi, a to i tehdy, i když to nebylo ve smlouvě zakotveno. Jednotlivá práva výměnkáře mohou být s ohledem na právní jistotu zapsána jako věcná práva do katastru nemovitostí.
Změní-li se poměry, soud může naturální výměnek zčásti, nebo zcela přeměnit na peněžitý důchod, ale nesmí dojít k ohrožení zaopatření výměnkáře. Závazek nemůže zaniknout pro nemožnost plnění, protože tím by byl jeho účel zmařen. V případě zkázy stavby, v níž bylo obydlí vyhrazeno, opatří osoba zavázaná z výměnku výměnkáři na vlastní náklad vhodné náhradní bydlení.
Výměnek, který je vyhrazen manželům, se nezkracuje smrtí jednoho z nich. Právo výměnku nelze postoupit – představuje osobní právo výměnkáře, popř. výměnkářů (postoupit je možné jen právo na splatné dávky). Právo výměnku se považuje za právo nezcizitelné a neděditelné, tj. nemůže přecházet na výměnkářovy dědice.
Při jakékoliv změně smlouvy je uplatňována zásada jednat ve shodě s dobrými mravy a místními zvyklostmi.

## Výměnek v kultuře
- Výminkáři – cyklus vesnických sociálních povídek K. V. Raise vykreslující bezcitnost a chamtivost dětí vůči výminkářům, kteří se snaží svým dětem navzdory ústrkům pořád pomáhat (1891)
- Na vejminku – vesnická sociální povídka Vítězslava Hálka o vykořisťování výměnkářů
- Doktor z vejminku – televizní seriál režiséra Zdeňka Podskalského z roku 1982